# غريغ بيترسون
غريغ بيترسون (بالإنجليزية: Greg Peterson)‏ هو لاعب كرة قدم أمريكية أمريكي، ولد في 21 يناير 1984 في كينانزفيل في الولايات المتحدة.

## وصلات خارجية
- غريغ بيترسون على موقع مرجع كرة القدم المحترفة.كوم (الإنجليزية)
- غريغ بيترسون على موقع JustSportsStats.com (الإنجليزية)